# Segunda Federación 2023-2024
La stagione 2023-24 della Segunda Federación è stata la terza per la Segunda Federación, il quarto livello più alto del sistema di campionato di calcio spagnolo. Partecipano novanta squadre, divise in cinque gironi da diciotto club ciascuno in base alla vicinanza geografica. In ogni girone, i campioni vengono automaticamente promossi alla Primera Federación e le seconde, seconde e quinte classificate giocheranno i play-off di promozione. Le ultime cinque squadre di ogni girone retrocederanno alla Tercera Federación; inoltre, le quattro peggiori squadre classificate al 13° posto nel loro girone giocheranno i play-off per determinare gli ultimi due posti di retrocessione.

## Stagione

### Formula
Un totale di 90 squadre si uniranno alla lega: dieci retrocesse dalla Primera Federación 2022-23, 53 confermate dalla Segunda Federación 2022-23 e 27 promosse dalla Tercera Federación 2022-23. I gironi sono stati definiti dalla RFEF il 10 luglio 2023.

## Gruppi

### Gruppo 1
| Club              | Città                  | Stadio                            | Capienza |
| ----------------- | ---------------------- | --------------------------------- | -------- |
| Arandina          | Aranda de Duero        | Estadio El Montecillo             | 6.000    |
| Cayón             | Saron                  | Fernando Astobiza                 | 2.700    |
| Compostela        | Santiago di Compostela | Stadio Vero Boquete de San Lázaro | 16.666   |
| Coruxo            | Vigo                   | O Vao                             | 2.200    |
| Covadonga         | Oviedo                 | Juan Antonio Álvarez Rabanal      | 2.000    |
| Deportivo Fabril  | Abegondo               | Cidade Deportiva de Abegondo      | 1.000    |
| Guijuelo          | Guijuelo               | Estadio Municipal Luis Ramos      | 1.500    |
| Langreo           | Langreo                | Estadio Ganzábal                  | 4.024    |
| Marino de Luanco  | Luanco                 | Estadio Municipal de Miramar      | 3.500    |
| Ourense CF        | Ourense                | 'O Couto                          | 5.659    |
| Pontevedra        | Pontevedra             | Estadio Municipal de Pasarón      | 7.500    |
| Villalbés         | Vilalba                | A Magdalena                       | 2.000    |
| Rayo Cantabria    | Santander              | Estadio La Albericia              | 600      |
| Real Avilés       | Avilés                 | Nuevo Román Suárez Puerta         | 5.400    |
| Real Oviedo B     | Oviedo                 | Ciudad Deportiva El Requexón      | 3.000    |
| Real Valladolid B | Valladolid             | Anexos José Zorrilla              | 1.500    |
| Torrelavega       | Torrelavega            | Stadio El Malecón                 | 11.000   |
| Villalbés         | Vilalba                | A Magdalena                       | 2.000    |
| Zamora CF         | Zamora                 | Estadio Ruta de la Plata          | 7.813    |

### Classifica
Aggiornata al 6 maggio 2024.
|  | Pos. | Squadra           | Pt | G  | V  | N  | P  | GF | GS | DR  |
|  | ---- | ----------------- | -- | -- | -- | -- | -- | -- | -- | --- |
|  | 1.   | Ourense CF        | 73 | 34 | 21 | 10 | 3  | 54 | 19 | +35 |
|  | 2.   | Pontevedra        | 68 | 34 | 19 | 11 | 4  | 69 | 31 | +38 |
|  | 3.   | Zamora FC         | 63 | 34 | 17 | 12 | 5  | 42 | 21 | +21 |
|  | 4.   | Guijuelo          | 51 | 34 | 14 | 9  | 11 | 36 | 34 | +2  |
|  | 5.   | Rayo Cantabria    | 51 | 34 | 13 | 12 | 9  | 50 | 41 | +9  |
|  | 6.   | Langreo           | 50 | 34 | 12 | 14 | 8  | 32 | 40 | -8  |
|  | 7.   | Compostela        | 47 | 34 | 13 | 8  | 13 | 35 | 38 | -3  |
|  | 8.   | Real Valladolid B | 47 | 34 | 13 | 8  | 13 | 47 | 52 | -5  |
|  | 9.   | Deportivo Fabril  | 44 | 34 | 11 | 11 | 12 | 48 | 47 | +1  |
|  | 10.  | Coruxo            | 43 | 34 | 12 | 7  | 15 | 36 | 48 | -12 |
|  | 11.  | Marino de Luanco  | 42 | 34 | 9  | 15 | 10 | 29 | 24 | +5  |
|  | 12.  | Torrelavega       | 41 | 34 | 11 | 8  | 15 | 41 | 50 | -9  |
|  | 13.  | Real Avilés       | 41 | 34 | 9  | 14 | 11 | 40 | 38 | +2  |
|  | 14.  | Villalbés         | 37 | 34 | 8  | 13 | 13 | 23 | 32 | -9  |
|  | 15.  | Arandina          | 34 | 34 | 8  | 10 | 16 | 37 | 48 | -11 |
|  | 16.  | Real Oviedo B     | 30 | 34 | 6  | 12 | 16 | 27 | 43 | -16 |
|  | 17.  | Cayón             | 30 | 34 | 6  | 12 | 16 | 37 | 52 | -15 |
|  | 18.  | Covadonga         | 29 | 34 | 7  | 8  | 19 | 35 | 60 | -25 |

Legenda:

       Ammesse alla Primera Federación 2024-2025

 Ammessa ai play-off o ai play-out.
       Retrocesse in Tercera Federación 2024-2025

Tre punti a vittoria, uno a pareggio, zero a sconfitta.
La classifica viene stilata secondo i seguenti criteri:
- Punti conquistati
- Punti conquistati negli scontri diretti
- Differenza reti negli scontri diretti
- Reti realizzate in trasferta negli scontri diretti
- Differenza reti generale
- Partite vinte
- Reti totali realizzate
- Spareggio

### Gruppo 2
| Club              | Città           | Stadio                              | Capienza |
| ----------------- | --------------- | ----------------------------------- | -------- |
| Alavés B          | Vitoria-Gasteiz | Ciudad Deportiva José Luis Compañón | 2.500    |
| Arenas Getxo      | Getxo           | Stadio Gobela                       | 1.221    |
| Athletic Bilbao B | Bilbao          | Santa María de Lezama               | 2.500    |
| Barakaldo         | Barakaldo       | Lasesarre                           | 7.960    |
| Barbastro         | Barbastro       | Municipal de Deportes               | 5.000    |
| Brea              | Brea de Aragon  | Piedrabuena                         | 2.000    |
| Calahorra         | Calahorra       | La Planilla                         | 4.500    |
| Deportivo Aragón  | Saragozza       | Ciudad Deportiva                    | 1.000    |
| Gernika           | Gernika         | Estadio Urbieta                     | 1.000    |
| Izarra            | Estella         | Estadio Merkatondoa                 | 3.500    |
| Mutilvera         | Aranguren       | Valle Aranguren                     | 2.000    |
| Náxara            | Najera          | La Salera                           | 1.500    |
| Real Sociedad C   | San Sebastian   | José Luis Orbegozo                  | 2.500    |
| San Juan          | Pamplona        | San Juan                            | 1.000    |
| Tudelano          | Tudela          | Estadio Ciudad de Tudela            | 10.000   |
| UD Logroñés       | Logroño         | Stadio Las Gaunas                   | 16.000   |
| Utebo             | Utebo           | Estadio Santa Ana                   | 5.000    |
| Valle de Egüés    | Valle de Egüés  | Sarriguren                          | 2.000    |

### Classifica
Aggiornata al 6 maggio 2024.
|  | Pos. | Squadra           | Pt | G  | V  | N  | P  | GF | GS | DR  |
|  | ---- | ----------------- | -- | -- | -- | -- | -- | -- | -- | --- |
|  | 1.   | Athletic Bilbao B | 82 | 34 | 25 | 7  | 2  | 68 | 17 | +51 |
|  | 2.   | Barakaldo         | 76 | 34 | 22 | 10 | 2  | 61 | 19 | +42 |
|  | 3.   | UD Logroñés       | 71 | 34 | 20 | 11 | 3  | 70 | 17 | +53 |
|  | 4.   | Utebo             | 61 | 34 | 17 | 10 | 7  | 40 | 31 | +9  |
|  | 5.   | Deportivo Aragón  | 56 | 34 | 15 | 11 | 8  | 51 | 40 | +11 |
|  | 6.   | Alavés B          | 52 | 34 | 16 | 4  | 14 | 57 | 42 | +15 |
|  | 7.   | Tudelano          | 48 | 34 | 12 | 12 | 10 | 45 | 32 | +13 |
|  | 8.   | Barbastro         | 47 | 34 | 11 | 14 | 9  | 28 | 28 | 0   |
|  | 9.   | Real Sociedad C   | 47 | 34 | 12 | 11 | 11 | 35 | 37 | -2  |
|  | 10.  | Calahorra         | 46 | 34 | 13 | 7  | 14 | 36 | 38 | -2  |
|  | 11.  | Gernika           | 43 | 34 | 11 | 10 | 13 | 37 | 48 | -11 |
|  | 12.  | Arenas CD         | 41 | 34 | 9  | 14 | 11 | 35 | 37 | -2  |
|  | 13.  | Izarra            | 36 | 34 | 10 | 6  | 18 | 32 | 51 | -19 |
|  | 14.  | San Juan          | 33 | 34 | 8  | 9  | 17 | 29 | 47 | -18 |
|  | 15.  | Mutilvera         | 33 | 34 | 9  | 6  | 19 | 21 | 50 | -29 |
|  | 16.  | Náxara            | 24 | 34 | 6  | 6  | 22 | 23 | 60 | -37 |
|  | 17.  | Valle de Egüés    | 21 | 34 | 5  | 6  | 23 | 25 | 58 | -33 |
|  | 18.  | Brea              | 21 | 34 | 5  | 6  | 23 | 15 | 56 | -41 |

Legenda:

       Ammesse alla Primera Federación 2024-2025

 Ammessa ai play-off o ai play-out.
       Retrocesse in Tercera Federación 2024-2025

Tre punti a vittoria, uno a pareggio, zero a sconfitta.
La classifica viene stilata secondo i seguenti criteri:
- Punti conquistati
- Punti conquistati negli scontri diretti
- Differenza reti negli scontri diretti
- Reti realizzate in trasferta negli scontri diretti
- Differenza reti generale
- Partite vinte
- Reti totali realizzate
- Spareggio

### Gruppo 3
| Club                  | Città                   | Stadio                       | Capienza |
| --------------------- | ----------------------- | ---------------------------- | -------- |
| Alzira                | Alzira                  | Luis Suñer Picó              | 5.000    |
| Andratx               | Andratx                 | Sa Plana                     | 600      |
| Atlético Saguntino    | Sagunto                 | Nou Camp de Morvedre         | 4.000    |
| Som Maresme           | Badalona                | Estadi Municipal             | 4.000    |
| Cerdanyola del Vallès | Cerdanyola del Vallès   | Fontetes                     | 1.000    |
| CE Europa             | Barcellona              | Nou Sardenya                 | 7.000    |
| Espanyol B            | Barcellona              | Ciudad Esportiva Dani Jarque | 1.520    |
| Formentera            | Sant Francesc Xavier    | Municipal                    | 500      |
| Hércules              | Alicante                | Stadio José Rico Pérez       | 29.584   |
| La Nucía              | La Nucia                | Camillo Cano                 | 3.000    |
| Lleida Esportiu       | Lleida                  | Camp d'Esports               | 15.000   |
| Manresa               | Manresa                 | Nou Congost                  | 3.000    |
| Peña Deportiva        | Santa Eulària des Riu   | Municipal de Santa Eulària   | 1.500    |
| Penya Independent     | Sant Miquel de Balansat | Municipal                    | 2.000    |
| Sant Andreu           | Barcellona              | Narcís Sala                  | 15.000   |
| Terrassa              | Terrassa                | Estadio Olímpic de Terrassa  | 11.500   |
| Torrent               | Torrent                 | San Gregorio                 | 3.000    |
| Valencia Mestalla     | Paterna                 | Ciudad Deportiva de Paterna  | 2.300    |

### Classifica
Aggiornata al 6 maggio 2024.
|  | Pos. | Squadra               | Pt | G  | V  | N  | P  | GF | GS | DR  |
|  | ---- | --------------------- | -- | -- | -- | -- | -- | -- | -- | --- |
|  | 1.   | Hércules              | 65 | 34 | 19 | 8  | 7  | 53 | 30 | +23 |
|  | 2.   | CE Europa             | 63 | 34 | 17 | 12 | 5  | 63 | 32 | +31 |
|  | 3.   | Som Maresme           | 59 | 34 | 16 | 11 | 7  | 42 | 25 | +17 |
|  | 4.   | Sant Andreu           | 58 | 34 | 16 | 10 | 8  | 53 | 33 | +20 |
|  | 5.   | UE Lleida             | 58 | 34 | 18 | 4  | 12 | 45 | 31 | +14 |
|  | 6.   | Terrassa              | 50 | 34 | 13 | 11 | 10 | 45 | 40 | +5  |
|  | 7.   | Torrent               | 49 | 34 | 13 | 10 | 11 | 40 | 37 | +3  |
|  | 8.   | Alzira                | 46 | 34 | 11 | 13 | 10 | 39 | 41 | -2  |
|  | 9.   | Espanyol B            | 46 | 34 | 12 | 10 | 12 | 40 | 44 | -4  |
|  | 10.  | Peña Deportiva        | 45 | 34 | 12 | 9  | 13 | 49 | 58 | -9  |
|  | 11.  | Valencia Mestalla     | 44 | 34 | 11 | 11 | 12 | 48 | 39 | +9  |
|  | 12.  | Andratx               | 44 | 34 | 11 | 11 | 12 | 40 | 47 | -7  |
|  | 13.  | Formentera            | 44 | 34 | 12 | 8  | 14 | 40 | 42 | -2  |
|  | 14.  | Atlético Saguntino    | 42 | 34 | 11 | 9  | 14 | 32 | 42 | -10 |
|  | 15.  | Cerdanyola del Vallès | 37 | 34 | 9  | 10 | 15 | 35 | 45 | -10 |
|  | 16.  | Penya Independent     | 34 | 34 | 9  | 7  | 18 | 32 | 52 | -20 |
|  | 17.  | Manresa               | 27 | 34 | 6  | 9  | 19 | 23 | 41 | -18 |
|  | 18.  | La Nucía              | 21 | 34 | 4  | 9  | 21 | 23 | 63 | -40 |

Legenda:

       Ammesse alla Primera Federación 2024-2025

 Ammessa ai play-off o ai play-out.
       Retrocesse in Tercera Federación 2024-2025

Tre punti a vittoria, uno a pareggio, zero a sconfitta.
La classifica viene stilata secondo i seguenti criteri:
- Punti conquistati
- Punti conquistati negli scontri diretti
- Differenza reti negli scontri diretti
- Reti realizzate in trasferta negli scontri diretti
- Differenza reti generale
- Partite vinte
- Reti totali realizzate
- Spareggio

### Gruppo 4
| Club                 | Città                     | Stadio                                         | Capienza |
| -------------------- | ------------------------- | ---------------------------------------------- | -------- |
| Águilas              | Águilas                   | Estadio El Rubial                              | 4.000    |
| Antoniano            | Lebrija                   | Municipal de Lebrija                           | 3.500    |
| Betis B              | Siviglia                  | Ciudad Deportiva Luis del Sol                  | 1.300    |
| Cadice B             | Cadice                    | Estadio Ramón Blanco Rodríguez                 | 2.500    |
| FC Cartagena B       | Cartagena                 | Ciudad Jardín                                  | 2.000    |
| El Palo              | Malaga                    | San Ignacio                                    | 1.000    |
| Estepona             | Estepona                  | Estadio Francisco Muñoz Pérez                  | 3.800    |
| La Unión Atlético    | La Unión                  | Estadio Municipal                              | 3.000    |
| Linense              | La Línea de la Concepción | Estadio Municipal de La Línea de la Concepción | 20.000   |
| Manchego Ciudad Real | Ciudad Real               | Juan Carlos I                                  | 3.000    |
| Marbella FC          | Marbella                  | Estadio Municipal de Marbella                  | 9.000    |
| Orihuela             | Orihuela                  | Stadio Los Arcos                               | 5.000    |
| Racing Cartagena MM  | Cartagena                 | Ciudad Deportiva Gómez Meseguer                | 1.000    |
| San Roque            | Lepe                      | Estadio Municipal de Lepe                      | 3.512    |
| Siviglia Atlético    | Siviglia                  | Ciudad Deportiva Jesus Navas                   | 5.500    |
| UCAM Murcia          | Murcia                    | Estadio de La Condomina                        | 16.800   |
| Vélez CF             | Vélez-Málaga              | Vivar Téllez                                   | 2.100    |
| Yeclano              | Yecla                     | La Constitución                                | 4.000    |

### Classifica
Aggiornata al 6 maggio 2024.
|  | Pos. | Squadra                | Pt | G  | V  | N  | P  | GF | GS | DR  |
|  | ---- | ---------------------- | -- | -- | -- | -- | -- | -- | -- | --- |
|  | 1.   | Siviglia Atlético      | 66 | 34 | 18 | 12 | 4  | 52 | 32 | +20 |
|  | 2.   | Yeclano                | 60 | 34 | 17 | 9  | 8  | 43 | 29 | +14 |
|  | 3.   | Marbella FC            | 56 | 34 | 16 | 8  | 10 | 41 | 32 | +9  |
|  | 4.   | Orihuela               | 54 | 34 | 15 | 9  | 10 | 39 | 37 | +2  |
|  | 5.   | Betis B                | 53 | 34 | 13 | 14 | 7  | 44 | 28 | +16 |
|  | 6.   | Estepona               | 49 | 34 | 13 | 10 | 11 | 34 | 27 | +7  |
|  | 7.   | Águilas                | 48 | 34 | 11 | 15 | 8  | 27 | 20 | +7  |
|  | 8.   | UCAM Murcia            | 47 | 34 | 13 | 8  | 13 | 42 | 35 | +7  |
|  | 9.   | Linense                | 47 | 34 | 12 | 11 | 11 | 35 | 33 | +2  |
|  | 10.  | Antoniano              | 46 | 34 | 12 | 10 | 12 | 32 | 40 | -8  |
|  | 11.  | La Unión Atlético (-3) | 43 | 34 | 14 | 4  | 16 | 36 | 36 | 0   |
|  | 12.  | Cadice B               | 42 | 34 | 10 | 12 | 12 | 41 | 43 | -2  |
|  | 13.  | Manchego Ciudad Real   | 41 | 34 | 9  | 14 | 11 | 29 | 36 | -7  |
|  | 14.  | Racing Cartagena MM    | 40 | 34 | 9  | 13 | 12 | 20 | 28 | -8  |
|  | 15.  | El Palo                | 36 | 34 | 8  | 12 | 14 | 26 | 36 | -10 |
|  | 16.  | San Roque              | 36 | 34 | 9  | 9  | 16 | 34 | 39 | -5  |
|  | 17.  | Vélez CF               | 29 | 34 | 7  | 11 | 16 | 31 | 61 | -30 |
|  | 18.  | FC Cartagena B         | 23 | 34 | 4  | 11 | 19 | 25 | 51 | -26 |

Legenda:

       Ammesse alla Primera Federación 2024-2025

 Ammessa ai play-off o ai play-out.
       Retrocesse in Tercera Federación 2024-2025

Tre punti a vittoria, uno a pareggio, zero a sconfitta.
La classifica viene stilata secondo i seguenti criteri:
- Punti conquistati
- Punti conquistati negli scontri diretti
- Differenza reti negli scontri diretti
- Reti realizzate in trasferta negli scontri diretti
- Differenza reti generale
- Partite vinte
- Reti totali realizzate
- Spareggio

Note:
Il 21 marzo, la Unión Atlético ha subito una penalizzazione di 3 punti per non avere un medico nel suo staff.

### Gruppo 5
| Club                 | Città                      | Stadio                                | Capienza |
| -------------------- | -------------------------- | ------------------------------------- | -------- |
| Atlético Paso        | El Paso                    | Municipal El Paso                     | 5.000    |
| Badajoz              | Badajoz                    | Estadio Nuevo Vivero                  | 15.598   |
| Cacereño             | Cáceres                    | Stadio Príncipe Felipe                | 7.000    |
| Getafe B             | Getafe                     | Ciudad Deportiva                      | 1.500    |
| Gimnástica Segoviana | Segovia                    | La Albuera                            | 6.000    |
| Guadalajara          | Guadalajara                | Stadio Pedro Escartín                 | 6.000    |
| Illescas             | Illescas                   | Municipal                             | 1.000    |
| Llerenense           | Llerena                    | Fernando Robina                       | 1.000    |
| Mensajero            | Santa Cruz de la Palma     | Silvestre Carillo                     | 6.000    |
| Montijo              | Montijo                    | Municipal                             | 2.000    |
| Navalcarnero         | Navalcarnero               | Estadio Mariano González              | 2.500    |
| Numancia             | Soria                      | Nuevo Estadio Los Pajaritos           | 9.500    |
| San Fernando         | Maspalomas                 | Ciudad Deportiva                      | 1.000    |
| S.S. Reyes           | San Sebastián de los Reyes | Estadio Municipal Nuevo Matapiñoneras | 3.000    |
| Talavera de la Reina | Talavera de la Reina       | Estadio El Prado                      | 5.000    |
| Unión Adarve         | Madrid                     | Vicente Del Bosque                    | 1.500    |
| Ursaria              | Cobeña                     | La Dehesa                             | 3.500    |
| Villanovense         | Villanueva de la Serena    | Estadio Municipal Villanovense        | 3.000    |

### Classifica
Aggiornata al 6 maggio 2024.
|  | Pos. | Squadra              | Pt | G  | V  | N  | P  | GF | GS | DR  |
|  | ---- | -------------------- | -- | -- | -- | -- | -- | -- | -- | --- |
|  | 1.   | Gimnástica Segoviana | 61 | 34 | 17 | 10 | 7  | 46 | 27 | +19 |
|  | 2.   | S.S. Reyes           | 61 | 34 | 16 | 13 | 5  | 61 | 26 | +35 |
|  | 3.   | Numancia             | 60 | 34 | 18 | 6  | 10 | 51 | 39 | +12 |
|  | 4.   | Getafe B             | 57 | 34 | 15 | 12 | 7  | 40 | 31 | +9  |
|  | 5.   | Atlético Paso        | 56 | 34 | 15 | 11 | 8  | 28 | 21 | +7  |
|  | 6.   | Cacereño             | 49 | 34 | 12 | 13 | 9  | 43 | 37 | +6  |
|  | 7.   | Unión Adarve         | 48 | 34 | 12 | 12 | 10 | 44 | 44 | 0   |
|  | 8.   | Navalcarnero         | 46 | 34 | 11 | 13 | 10 | 34 | 35 | -1  |
|  | 9.   | Talavera de la Reina | 46 | 34 | 12 | 10 | 12 | 31 | 27 | +4  |
|  | 10.  | Guadalajara          | 46 | 34 | 14 | 4  | 16 | 46 | 53 | -7  |
|  | 11.  | Villanovense         | 44 | 34 | 12 | 8  | 14 | 35 | 35 | 0   |
|  | 12.  | Ursaria              | 44 | 34 | 12 | 8  | 14 | 34 | 39 | -5  |
|  | 13.  | Illescas             | 44 | 34 | 11 | 11 | 12 | 34 | 32 | +2  |
|  | 14.  | Llerenense           | 44 | 34 | 12 | 8  | 14 | 31 | 36 | -5  |
|  | 15.  | San Fernando         | 38 | 34 | 9  | 11 | 14 | 31 | 43 | -12 |
|  | 16.  | Badajoz              | 37 | 34 | 8  | 13 | 13 | 35 | 39 | -4  |
|  | 17.  | Mensajero            | 25 | 34 | 5  | 10 | 19 | 28 | 58 | -30 |
|  | 18.  | Montijo              | 23 | 34 | 6  | 5  | 23 | 28 | 58 | -30 |

Legenda:

       Ammesse alla Primera Federación 2024-2025

 Ammessa ai play-off o ai play-out.
       Retrocesse in Tercera Federación 2024-2025

Tre punti a vittoria, uno a pareggio, zero a sconfitta.
La classifica viene stilata secondo i seguenti criteri:
- Punti conquistati
- Punti conquistati negli scontri diretti
- Differenza reti negli scontri diretti
- Reti realizzate in trasferta negli scontri diretti
- Differenza reti generale
- Partite vinte
- Reti totali realizzate
- Spareggio

## Spareggi

### Gruppo 1
|  | Pos. | Squadra        | Pt | G  | V  | N  | P  | GF | GS | DR  |
|  | ---- | -------------- | -- | -- | -- | -- | -- | -- | -- | --- |
|  | 2.   | Pontevedra     | 68 | 34 | 19 | 11 | 4  | 69 | 31 | +38 |
|  | 3.   | Zamora CF      | 63 | 34 | 17 | 12 | 5  | 42 | 21 | +21 |
|  | 4.   | Guijuelo       | 51 | 34 | 14 | 9  | 11 | 36 | 34 | +2  |
|  | 5.   | Rayo Cantabria | 51 | 34 | 13 | 12 | 9  | 50 | 41 | +9  |

### Gruppo 2
|  | Pos. | Squadra          | Pt | G  | V  | N  | P | GF | GS | DR  |
|  | ---- | ---------------- | -- | -- | -- | -- | - | -- | -- | --- |
|  | 2.   | Barakaldo        | 76 | 34 | 22 | 10 | 2 | 61 | 19 | +42 |
|  | 3.   | UD Logroñés      | 71 | 34 | 20 | 11 | 3 | 70 | 17 | +53 |
|  | 4.   | Utebo            | 61 | 34 | 17 | 10 | 7 | 40 | 31 | +9  |
|  | 5.   | Deportivo Aragón | 56 | 34 | 15 | 11 | 8 | 51 | 40 | +11 |

### Gruppo 3
|  | Pos. | Squadra         | Pt | G  | V  | N  | P  | GF | GS | DR  |
|  | ---- | --------------- | -- | -- | -- | -- | -- | -- | -- | --- |
|  | 2.   | CE Europa       | 63 | 34 | 17 | 12 | 5  | 63 | 32 | +31 |
|  | 3.   | Som Maresme     | 59 | 34 | 16 | 11 | 7  | 42 | 25 | +17 |
|  | 4.   | Sant Andreu     | 58 | 34 | 16 | 10 | 8  | 53 | 33 | +20 |
|  | 5.   | Lleida Esportiu | 58 | 34 | 18 | 4  | 12 | 45 | 31 | +14 |

### Gruppo 4
|  | Pos. | Squadra     | Pt | G  | V  | N  | P  | GF | GS | DR  |
|  | ---- | ----------- | -- | -- | -- | -- | -- | -- | -- | --- |
|  | 2.   | Yeclano     | 60 | 34 | 17 | 9  | 8  | 43 | 29 | +14 |
|  | 3.   | Marbella FC | 56 | 34 | 16 | 8  | 10 | 41 | 32 | +9  |
|  | 4.   | Orihuela    | 54 | 34 | 15 | 9  | 10 | 39 | 37 | +2  |
|  | 5.   | Betis B     | 53 | 34 | 13 | 14 | 7  | 44 | 28 | +16 |

### Gruppo 5
|  | Pos. | Squadra       | Pt | G  | V  | N  | P  | GF | GS | DR  |
|  | ---- | ------------- | -- | -- | -- | -- | -- | -- | -- | --- |
|  | 2.   | S.S. Reyes    | 61 | 34 | 16 | 13 | 5  | 61 | 26 | +35 |
|  | 3.   | Numancia      | 60 | 34 | 18 | 6  | 10 | 51 | 39 | +12 |
|  | 4.   | Getafe B      | 57 | 34 | 15 | 12 | 7  | 40 | 31 | +9  |
|  | 5.   | Atlético Paso | 56 | 34 | 15 | 11 | 8  | 28 | 21 | +7  |

### Primo round
| 11-12 maggio 2024 / 18-19 maggio 2024 |       |                  |       |             |
| CE Europa                             | 1 - 5 | Betis B          | 0 - 2 | 1 - 3       |
| Yeclano                               | 3 - 0 | UE Lleida        | 1 - 0 | 2 - 0       |
| S.S. Reyes                            | 3 - 2 | Rayo Cantabria   | 2 - 2 | 1 - 0 (dts) |
| Barakaldo                             | 1 - 0 | Atlético Paso    | 0 - 0 | 1 - 0       |
| Pontevedra                            | 4 - 3 | Deportivo Aragón | 1 - 2 | 3 - 1       |
| Numancia                              | 4 - 2 | Utebo            | 2 - 2 | 2 - 0       |
| Marbella FC                           | 2 - 1 | Getafe B         | 0 - 0 | 2 - 1       |
| Som Maresme                           | 0 - 1 | Orihuela         | 0 - 1 | 0 - 0       |
| UD Logroñés                           | 1 - 0 | Guijuelo         | 0 - 0 | 1 - 0       |
| Zamora CF                             | 2 - 2 | Eibar B          | 0 - 2 | 2 - 0       |

### Secondo round
| 26 maggio 2024 / 1-2 giugno 2024 |       |                      |       |       |
| Pontevedra                       | 1 - 2 | Betis B              | 0 - 1 | 1 - 1 |
| Barakaldo *                      | 3 - 3 | Orihuela             | 1 - 3 | 2 - 0 |
| S.S. Reyes                       | 1 - 2 | Zamora CF            | 1 - 1 | 0 - 1 |
| UD Logroñés                      | 0 - 2 | Marbella FC          | 0 - 1 | 0 - 1 |
| Yeclano *                        | 3 - 3 | Talavera de la Reina | 1 - 2 | 2 - 1 |

Note:
- Il Barakaldo e lo Yeclano vincono grazie al miglior piazzamento ottenuto durante la stagione.

## Classifica delle squadre al 13° posto
|  | Pos. | Squadra              | Pt | G  | V  | N  | P  | GF | GS | DR |
|  | ---- | -------------------- | -- | -- | -- | -- | -- | -- | -- | -- |
|  | 1.   | Illescas             | 44 | 34 | 9  | 18 | 7  | 38 | 30 | +8 |
|  | 2.   | Formentera           | 44 | 34 | 10 | 13 | 11 | 31 | 39 | -8 |
|  | 3.   | Real Avilés          | 41 | 34 | 10 | 12 | 12 | 34 | 35 | -1 |
|  | 4.   | Manchego Ciudad Real | 41 | 34 | 11 | 7  | 16 | 36 | 40 | -4 |
|  | 5.   | Izarra               | 36 | 34 | 9  | 11 | 14 | 33 | 39 | -6 |

### Round finale
| 12 maggio 2024 / 19 maggio 2024 |       |             |       |       |
| Formentera                      | 0 - 2 | Izarra      | 0 - 1 | 0 - 1 |
| Manchego Ciudad Real            | 0 - 1 | Real Avilés | 0 - 0 | 0 - 1 |

### Verdetti
- Betis B, Barakaldo, Zamora CF, Marbella e Yeclano promosse in Primera Federación 2024-2025.
- Formentera e Manchego Ciudad Real retrocesse in Tercera Federación 2024-2025.